# Selections from Irving Berlin’s White Christmas
Selections from Irving Berlin’s White Christmas – studyjny album muzyczny wydany w 1954 roku, zawierający utwory zaprezentowane w filmie Białe Boże Narodzenie (ang. White Christmas) wykonane przez Binga Crosby’ego, Danny’ego Kaye’a i Trudy Stevens (w filmie głos dla Very-Ellen) oraz Peggy Lee (zamiast Rosemary Clooney), która nie wystąpiła w filmie, ale wykonała do niego niektóre partie muzyczne. Był to jeden z ostatnich albumów muzycznych w formacie 78 obr./min wydanych przez Decca Records.

## Nagrywanie albumu
Oryginalne nagranie ścieżki dźwiękowej nigdy nie zostało wydane. Stało się tak, ponieważ Crosby miał kontrakt z wytwórnią Decca Records, a Rosemary Clooney z Columbia Records i umownie nie mogli nagrywać razem. Dlatego też Peggy Lee nagrała partie, które Clooney śpiewała w filmie.
Muzyka i teksty zostały napisane przez bardzo cenionego autora piosenek Irvinga Berlina.

## Lista utworów
| 1.  | „The Old Man”/„Gee I Wish I Was Back in the Army” (Bing Crosby i Danny Kaye)   | 2:48  |
|     |                                                                                |       |
| 2.  | „Sisters” (Peggy Lee)                                                          | 2:26  |
|     |                                                                                |       |
| 3.  | „The Best Things Happen While You're Dancing” (Danny Kaye)                     | 2:34  |
|     |                                                                                |       |
| 4.  | „Snow” (Bing Crosby, Danny Kaye, Peggy Lee oraz Trudy Stevens)                 | 2:40  |
|     |                                                                                |       |
| 5.  | „Blue Skies”/„I’d Rather See a Minstrel Show/Mandy” (Bing Crosby i Danny Kaye) | 3:50  |
|     |                                                                                |       |
| 6.  | „Choreography” (Danny Kaye)                                                    | 2:41  |
|     |                                                                                |       |
| 7.  | „Count Your Blessings Instead of Sheep” (Bing Crosby)                          | 3:04  |
|     |                                                                                |       |
| 8.  | „Love, You Didn't Do Right by Me” (Peggy Lee)                                  | 3:00  |
|     |                                                                                |       |
| 9.  | „What Can You Do with a General?” (Bing Crosby)                                | 2:55  |
|     |                                                                                |       |
| 10. | „White Christmas” (Bing Crosby, Danny Kaye, Peggy Lee oraz Trudy Stevens)      | 3:17  |
|     |                                                                                |       |
|     |                                                                                | 29:15 |
|     |                                                                                |       |

## Twórcy
- Bing Crosby – wokal
- Danny Kaye – wokal
- Peggy Lee – wokal
- Trudy Stevens – wokal
- The Skylarks – wokal
- Irving Berlin – teksty
- Joseph Lilley – aranżer, dyrygent, producent